# Байло (должность)
Байло (итал. bailo или итал. baylo) — венецианская должность. Байло был постоянным представителем Венецианской Республики. В зависимости от места службы байло исполняли функции губернатора и/или дипломата. Наиболее известны байло, служившие в Константинополе. С 1265 года байло представляли интересы Венеции при Византийском, а после 1453 года и при Османском дворе. В Константинополе они занимались разрешением любых недоразумений между османами и венецианцами. Для этого им приходилось устанавливать контакты и дружеские отношения с влиятельными чиновниками. Были случаи, когда Венеция испытывала трудности с назначением на эту должность. Бывали отказы назначаемых от принятия поста, хотя пост константинопольского байло считался самым важным.
Венецианская республика назначала в заморских колониях байло с двенадцатого века. К концу XV века институт байло в основном исчез, большинство байло были понижены до консулов. Управляющие венецианскими территориями стали называться ректорами, капитанами или подеста. В середине XVI века остался лишь константинопольский байло. Институт байло прекратил существование с упразднением Венецианской республики в 1797 году.

## Термин
Слово происходит от лат. baiulus, что означает «носильщик, носитель». Слова бальи и бейлиф имеют тот же корень, как и слово баул. Место, в котором  проживали байло со свитой, и где находились рабочие кабинеты байло и его помощников,  называлось баиладжо (итал. bailagio) или баилат (итал. bailat). Этот термин переводится на греческий как μπαΐουλος (baioulos), но Никифор Григора переводил его ἐπίτροπος (эпитропос) или ἔφορος (эфорос). Термин baiulus  впервые появился в венецианских документах, переведённых с арабского языка в двенадцатом веке. Первоначально он использовался для обозначения мусульманских чиновников, но в тринадцатом веке название стало применяться к специальным посланникам, отправленным Венецией, чтобы управлять своими колониями на Балканах и островах. Слово bailo было зафиксировано до 1306 года. Этим словом первоначально обозначался либо чиновник, управлявший некоторой территорией (аналогично франц. bailli, прованс. baile), либо дипломатический посланник. В словаре Дж. Боерио  венецианского диалекта, изданном в XIX веке,  bailo определяется уже только как титул посла Венецианской республики в Оттоманской Порте. В русском языке слово в форме баил впервые зафиксировано в 1649 году.

## Назначение
Байло назначался Советом Десяти, кандидат должен был достигнуть  двадцати пяти лет. Байло назначались только из патрициев, это было главным требованием,  большинство байло принадлежали самым высокопоставленным семьям республики. 
Байло назначались в Константинополь (1265), в Негропонте (1204) , Дураццо, на Корфу, на Кипре, в Акре (1212), Армении и Трабзоне. В середине тринадцатого века в ранг байло были повышены венецианские консулы в Тире и Триполи. Венецианскими колониями в Алеппо, Антивари, Корони, Модоне, Навплионе, Патрасе и Тенедосе тоже управляли байло. Байло в колониях были губернаторами и дипломатами. Они вершили суд для венецианских колонистов, собирали налоги и таможенные пошлины и контролировали венецианскую торговлю.
Многие байло не вступали в брак. Случалось, что были трудности с назначением на эту должность, не редкостью были отказы назначаемых от принятия поста. Многие патриции не хотели становиться байло по ряду причин. Был риск для здоровья, связанный с посещением Константинополя. После нескольких смертей во время переезда в Константинополь венецианское правительство разрешило врачам сопровождать байло. В случае военных действий байло могли оказаться в заложниках, но чаще их подвергали  домашнему аресту, иногда арестованному байло даже разрешали покинуть дом. В редких случаях байло казнили. Возможность такого исхода была еще одним сдерживающим фактором для принятия этой должности. Например, во время Кандийской войны в 1649 году весь штат баилата был арестован. Байло Соранцо был посажен в колодки, старший драгоман Грилло был казнён. Однако при этом пост константинопольского байло рассматривался как  место, где можно проявить себя.
Деньги из Венеции доходили с трудом, и большинству байло приходилось финансировать себя самим. Это было особенно сложно, если они не были богаты или же не располагали необходимыми суммами в нужный момент. Часто байло прибегали к заимствованию денег у торговцев, но это становилось все труднее, поскольку торговцы не хотели ждать возврата денег около года. По договору (тур. ahdname) от 1503 года байло назначались на год, но уже через 10 лет, в 1513 году, время пребывания в должности было продлено до трёх лет.
После избрания байло Советом Десяти в Сенате голосовали за его оплату. Сначала байло получали тысячу дукатов в год, но потом оплата выросла до 180 дукатов в месяц. Байло получал триста дукатов в год на одежду, от трёхсот до девятисот дукатов на чрезвычайные расходы (по большей части на разъезды). Сенат решал голосованием, сколько выделить байло на подарки султану и пашам, какого размера выделить сумму на подкуп и оплату шпионов. За срок от 1503 года до 1566 сумма на оплату агентуры выросла с трёхсот до пяти тысяч дукатов.  Экстраординарный посланник выбирался Сенатом, его оплата составляла двести дукатов в месяц, все прочие выплаты тоже превышели выплаты обычного посланника. Например, ему выделялись средства на содержание не десяти, а пятнадцати слуг.
Институт байло существовал до 1797 года, последний байло, Франческо Вендрамин, покинул Константинополь (Стамбул) в середине 1798 года.

## Байло в Константинополе

### История
Обширная венецианская община проживала в Константинополе издавна, однако до окончания латинского периода (1204—1261) никаких официальных представителей в венецианской торговой колонии в Константинополе не было. Байло, Марко Бембо, был впервые назначен в Константинополь по договору от 18 июня 1265 года (после возвращения города под власть Византийской империи). Начиная с 1322 года Константинопольский байло был главой над всеми венецианскими консулами в восточных колониях. Несмотря на турецкое завоевание Константинополя в 1453 году венецианцы, хотя и с перерывами, продолжали жить в Галате. Однако колония была уже не такого размера, как в византийские времена. Байло выполнял две функции: во-первых, он был дипломатом, продвигая интересы Венеции при османском дворе, а, во-вторых, байло был консулом, решая вопросы функционирования венецианской общины.
Договор (тур. adhname) с Мехмедом был заключён в Адрианополе в декабре 1452 года последним байло в византийском Константинополе, Джироламо Минотто, и был подтвержден 18 апреля 1454 года, уже в Константинополе. Этот договор зафиксировал привилегированное положение венецианцев над прочими европейцами в Османской империи. За возможность держать байло и за освобождение купцов от пошлин на территории Османской империи Венеция платила султану 10 000 дукатов в год. Этот платеж был отменен по договору от 1482 года, но зато были введены пошлины на венецианский импорт. Договор был плодом трудов Бартоломео Марчелло, первого венецианского байло в Константинополе под турками (Джироламо Минотто был казнён сразу после падения Константинополя). По этому договору Венеция могла держать в Константинополе байло со свитой для  управления общиной венецианцев; байло при желании мог обращаться за помощью к субаши (полицейский офицер). Это был первый договор между христианским государством и турками после падения Константинополя, и он заложил правовые основы деятельности байло в Османской империи. Со временем положение байло было укреплено, например, байло получил полномочия вершить суд в общине.  В 1522 году Марко Миньо добился того, чтобы кади Константинополя не судили венецианцев без присутствия драгомана. Байло был признан представителем дипломатического сообщества и вершил в большинстве случаев суд не только над венецианцами, но во многих случаях и над другими иностранцами. Были случаи, когда английский посол подчинялся решению байло. Во второй половине XVI века байло был самым весомым среди посланников в Константинополе, его считали старейшиной дипломатического корпуса. Венеция имела самые прочные и развитые торговые связи с Османской империей. Почта в столицу Османской империи аккумулировалась в Венеции, отправлялась байло дважды в месяц с торговым судном, а в Константинополе байло передавал почту другим послам.
Байло был официально признан в качестве посла Республики Венеция только в 1575 году. До этого он считался только главой венецианской общины в Константинополе. Статус байло включал в себя гарантии безопасности, османские власти обязались «не арестовывать, не досматривать, не опечатывать дома, не смещать» байло. Аналогичные статьи были в договорах османов с другими европейскими странами относительно их посланников. По возвращении в Венецию байло представлял в Сенат донесение о стране (итал. relazione).

### Обязанности байло
Одной из основных обязанностей байло был сбор информации об Османской империи. Для этого байло содержал обширную сеть информаторов. Сеть состояла из тех, кто работал в Имперском Арсенале в Галате, беженцев, торговцев и их помощников и даже Османских чиновников. Байло также имели шпионов в посольствах других держав. Байло отвечал за продвижение и защиту венецианской торговли. После битвы при Лепанто из Венеции всем байло пришёл приказ защитить торговые связи венецианцев от англичан, голландцев и флорентийцев. При воцарении нового султана байло следили за выполнением соглашений с предыдущим султаном. Защита деловых интересов венецианцев, вовлеченных в международную торговлю, также была функцией байло. Если человек просил у байло погасить долги другим лицам, байло нужно было убедиться, что дело надёжно и отвечает венецианским интересам в Константинополе. Байло также выступали в качестве судей в делах венецианцев. Другой аспект деятельности байло  заключался в том, что он руководил всей торговлей и заменял консулов при необходимости. Байло было запрещено заниматься коммерцией, например, торговать или представлять других людей на коммерческой основе, однако, несмотря на запрет, они все равно ею занимались. Также их долг диктовал им заботиться об освобождении христианских рабов, не обратившихся добровольно в ислам. Главная проблема заключалась в том, что байло не мог освобождать слишком много рабов, чтобы не вызвать возмущения султана. У байло были средства, предназначенные для освобождения рабов, и из-за этого к ним часто обращались за помощью. Эти средства происходили из собственного кармана либо формировались из пожертвований в Венеции.

### Баилат
В штате сотрудников у байло была канцелярия и совет, состоящий из ведущих мужчин колонии по образу Совета десяти в Венеции: Совет Двенадцати. Совет Двенадцати — это совет из 12 дворян, проживающих в колонии, и принимающий решения по проблемам колонии, особенно по коммерческим спорам. Помимо него в некоторых колониях байло помогал Большой Совет ( например, в Александрии). В него входили все жители общины старше 18 лет, которые участвовали в принятии решений более общего характера. У каждого байло был капеллан, поскольку байло часто назначался в не католическую страну. В баилате были свой врач и переводчик (драгоман). Драгоманов часто нанимали в Истрии, потому что жители балканских венецианских территорий уже овладели славянским языком и были более способны к изучению ещё и турецкого и арабского языков. Байло отправляли регулярные донесения в Венецию о местной политике, о делах колонии и, что самое важное, о ценах и количестве товаров на местном рынке. Под началом байло был консул, служивший в той же стране.
Упоминание о доме, принадлежащем байло, датировано 1277 годом. Следующее упоминание дома байло в документах относится к XV веку, причём неясно, является ли дворец байло, упомянутый в документах пятнадцатого века тем же самым домом, который был выделен в 1277 году. Несмотря на турецкое завоевание Константинополя в 1453 году, венецианцы, хотя и с перерывами, продолжали жить в городе. Колония была уже не такого размера, как в византийские времена.  После падения Константинополя в 1453 году и до Второй османско-венецианской войны в 1499 году байло переместились в центр Галаты.   По соглашению от 16 августа 1454 года венецианцам там предоставлялись дом и церковь. После войны 1537-40 годов баилат построил  усадьбу в одном из пригородов Галаты . Резиденция (Палаццо ди Венеция) находилась в  Винь-ди-Пера (виноградники Перы) на гребне холма с видом на Босфор, с садами и виноградниками, спускавшимися к воде. Это был большой комплекс, окруженный стеной, с небольшими зонами расположенными внутри. Там было достаточно места для игры в мяч, находились небольшая часовня и жилые помещения для курьеров. В посольстве было две части — общественная и частная. В частной зоне располагались байло, его штат, его охрана и сотрудники секретариата. Общественная зона использовалась в качестве зоны приема для высокопоставленных лиц и других важных людей, а также как банкетный зал для особых случаев. Этот дом использовался как летний дом и как убежище от чумы. После войны на Кипре посольство из Галаты постоянно приезжало в Винь-ди-Пера. Большинство байло предпочитали это место Галате, потому что там было меньше ограничений в путешествиях, и его расположение оказалось идеальным для контрабанды рабов. Со временем байло со свитой переехал в Винь-ди-Перу на постоянное место жительства.  Постепенно в этот район переместились из города все посольства.
Свита байло состояла из секретаря, помогавшего в канцелярии, казначея, двух или более учеников-драгоманов (итал. giovani della lingua); старшего драгомана, который сопровождал байло в диван или на аудиенции, и младшего драгомана, помогавшего байло с перепиской.
При баилате был храм, которым могли пользоваться все католики. Байло вели активную социальную жизнь и вступали в братства и сообщества, покровительствовали художникам и ремесленникам в создании предметов культа для латинских обрядов.
После упразднения Венецианской республики в 1797 году здание баилата перешло к Австрии, несмотря на претензии на него Франции. В XIX веке в нём  располагалось посольство Австрии, с 1936 года в нём расположены итальянское посольство и консульство.

## Справочная литература
- Kazhdan A. P. Bailo // The Oxford Dictionary of Byzantium / Alexander P. Kazhdan.. — Oxford: Oxford University Press., 2005.
- Pedani M.P. Bailo // Encyclopedia of the Ottoman Empire  / Gabor Ágoston; Bruce Masters. — New York, NY: Facts on File, 2009. — P. 72–73. — ISSN 0-8160-6259-5. Архивировано 2 декабря 2020 года.